# Charles Laverne
Charles Henri André Laverne (ur. 23 listopada 1903 w Paryżu, zm. 11 czerwca 1987 w Évecquemont) – francuski żeglarz, olimpijczyk.
W regatach rozegranych podczas Letnich Igrzysk Olimpijskich 1928 wystąpił w klasie jole 12-stopowe zajmując 14. pozycję.
Zarówno brat François, ojciec Eugène, jak i wuj Henri byli żeglarzami-olimpijczykami.